# Bzince pod Javorinou
Bzince pod Javorinou és un poble i municipi d'Eslovàquia que es troba a la regió de Trenčín.

## Història
La primera menció escrita de la vila es remunta al 1332.

## Demografia
| Godina             | 1994 | 2004   | 2014   | 2024   |
| ------------------ | ---- | ------ | ------ | ------ |
| Nombre de persones | 1997 | 2043   | 2097   | 2024   |
| Diferència         |      | +2,30% | +2,64% | −3,48% |

| Godina             | 2023 | 2024   |
| ------------------ | ---- | ------ |
| Nombre de persones | 2014 | 2024   |
| Diferència         |      | +0,49% |